# Oenotria Plana
Oenotria Plana est une étendue plane élevée (planum) située dans l'hémisphère sud de la planète Mars.